# Ranunculus yaoanus
Ranunculus yaoanus är en ranunkelväxtart som beskrevs av Wen Tsai Wang. Ranunculus yaoanus ingår i släktet ranunkler, och familjen ranunkelväxter. Inga underarter finns listade i Catalogue of Life.